# Иван-Шишманово
Иван-Шишманово (болг. Иван Шишманово) — село в Болгарии. Находится в Разградской области, входит в общину Завет. Население составляет 430 человек.

## Политическая ситуация
В местном кметстве Иван-Шишманово, в состав которого входит Иван-Шишманово, должность кмета (старосты) исполняет Ферад Сафет Али (Движение за права и свободы (ДПС)) по результатам выборов.
Кмет (мэр) общины Завет — Ахтер Сюлейманов Велиев Движение за права и свободы (ДПС)) по результатам выборов.